# Aframomum mildbraedii
Aframomum mildbraedii là một loài thực vật có hoa trong họ Gừng. Loài này được Loes. mô tả khoa học đầu tiên năm 1907.